# Kamhajek

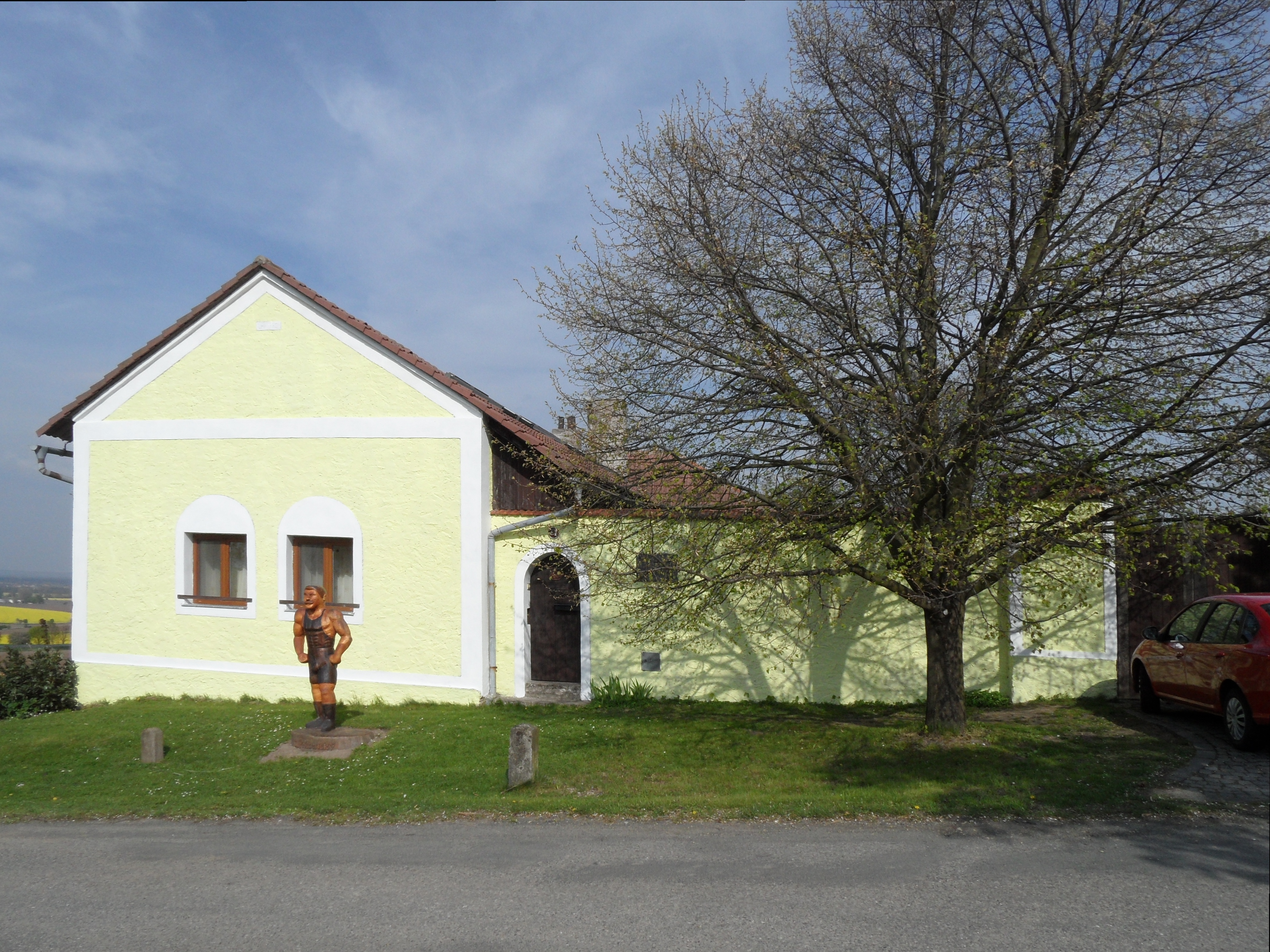
Geburtshaus von Gustav Frištenský

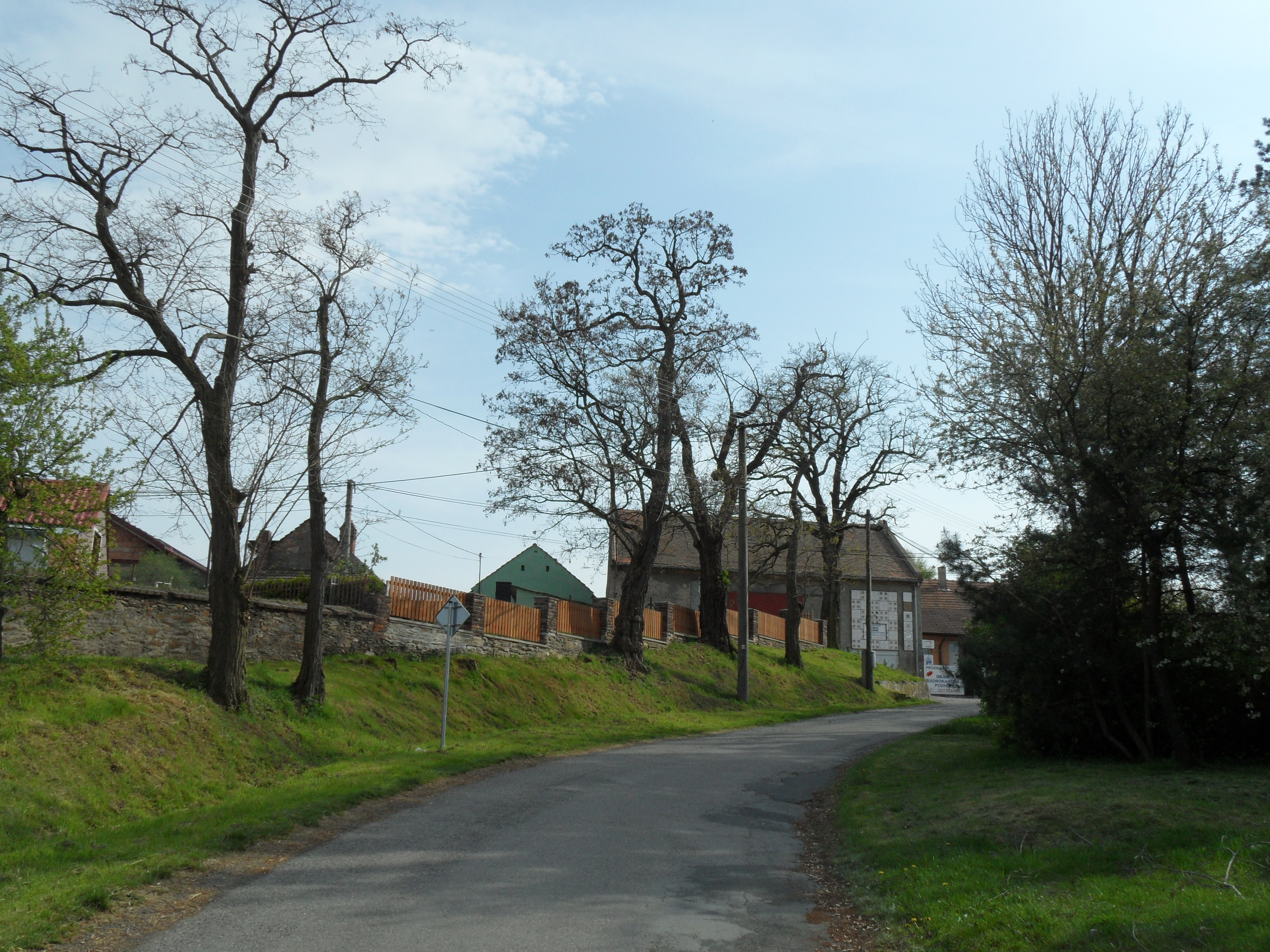
Dorfstraße

Kamhajek (deutsch Grünberg) ist ein Ortsteil der Gemeinde Křečhoř in Tschechien. Er liegt fünf Kilometer westlich des Stadtzentrums von Kolín und gehört zum Okres Kolín.

## Geographie
Kamhajek befindet sich am Nordabfall der Křečhořer Höhen über dem Tal der Bedřichovská svodnice in der Středolabské tabule (Tafelland an der mittleren Elbe). Nördlich des Dorfes verläuft die Staatsstraße I/12 zwischen Kolín und Český Brod. Im Norden erhebt sich der Bedřichov (Friedrichsberg, 279 m n.m.), südwestlich der Křečhoř (333 m n.m.) und der Mukařov (331 m n.m.). 
Nachbarorte sind Vítězov und Nová Ves I im Norden, Ohrada und Chaloupka im Nordosten, Kutlíře im Osten, Štítary und Radovesnice I im Südosten, Křečhoř im Süden, Bříství im Südwesten, Chocenice und Břežany I im Westen sowie Nové Město und Zlaté Slunce im Nordwesten.

## Geschichte
Während des Siebenjährigen Krieges trafen am 18. Juni 1757 auf den Höhen zwischen Plaňany, Chocenice und Křečhoř die preußischen und österreichischen Truppen in der Schlacht bei Kolin aufeinander. König Friedrich II. befehligte dabei die preußische Armee am Rande des Schlachtfeldes vom Hügel Novoveský vrch, der nach der Schlacht den Namen Bedřichov (König-Friedrichs-Berg) erhielt, aus.
Im Zuge der Raabisation wurde nach 1775 der zur k.k. Kammerherrschaft Kolín gehörige Meierhof Křečhoř aufgehoben. An der Stelle des zum Hof gehörigen Eichenwäldchens Grünberg wurde 1785 auf emphyteutisierten Gründen das Dorf Grünberg angelegt. Im Jahre 1786 standen in Grünberg 6 Häuser. Die tschechischen Siedler nahmen jedoch die Namen Grünberg oder Zelená Hora nicht an, sondern gaben ihrem Dorf einen vom nahegelegenen Berg Kamhajek (heute Mukařov) übernommenen anderen Namen. 
Im Jahre 1843 bestand das im Kauřimer Kreis gelegene Dominikaldörfchen Grünberg bzw. Kamhagek aus 9 Häusern, in denen 49 Personen, darunter 4 protestantische Familien lebten. Im Ort gab es ein Wirtshaus. Katholischer Pfarrort war Neudorf, der Amtsort war Kaisersdorf. Bis zur Mitte des 19. Jahrhunderts blieb Grünberg der Herrschaft Kolin untertänig.
Nach der Aufhebung der Patrimonialherrschaften bildete Kamhájek ab 1849 einen Ortsteil der Gemeinde Křečhoř im Gerichtsbezirk Kolin. Ab 1868 gehörte das Dorf zum Bezirk Kolin. 1869 hatte Kamhájek 123 Einwohner und bestand aus 13 Häusern. Seit dem Ende des 19. Jahrhunderts wird Kamhajek als Ortsname verwendet. Im Jahre 1900 lebten in Kamhajek 169 Menschen, 1910 waren es 146. 1930 hatte Kamhajek 97 Einwohner und bestand aus 20 Häusern. Beim Zensus von 2001 lebten in den 21 Häusern von Kamhajek 39 Personen.

## Gemeindegliederung
Kamhajek ist Teil des Katastralbezirks Křečhoř.

## Sehenswürdigkeiten
- Geburtshaus von Gustav Frištenský
- Hügel Bedřichov mit steinernem Obelisken zum Gedenken an die Schlacht bei Kolin und Aussichtsturm
- Denkmal der Schlacht bei Kolin, südwestlich des Dorfes
- Slawische Burgstätte Křečhoř: Die an drei Seiten durch einen hohen Wall geschützte Anlage liegt südwestlich über dem Dorf und hat eine Ausdehnung von 7,5 bis 12,5 ha. Der Wall an der Westseite wurde beim Bau des Denkmals für die Schlacht bei Kolín durchbrochen, dabei wurden Mauerreste aufgefunden und frühmittelalterliche Keramik aufgefunden. Eine umfassende archäologische Untersuchung ist noch nicht erfolgt.

## Söhne und Töchter des Ortes
- Gustav Frištenský (1879–1957), Ringkämpfer
- Oldřich Liska (1881–1959), Architekt
- Miroslav Koděra (1926–1993), slowakischer Mineraloge